# Karamassasso
Karamassasso, également orthographié Kara-Massasso ou appelé Massassoni – ainsi que Diagoro en sénoufo – est une localité située dans le département de Kayan de la province du Kénédougou dans la région des Hauts-Bassins au Burkina Faso.

## Géographie
Karamassasso est situé à 9 km à l'ouest de Kayan. Le village est constitué de trois quartiers que sont Yakofè, Kongafè et Noumoukina.
La commune est principalement peuplée par des Sénoufos et des Bolons.

## Administration
Dépendant sur le plan administratif du maire de Kayan dans ses rapports à l'État et pour l'organisation des services publics, Karamassasso refuse toutefois — ce qui est assez exceptionnel — d'y avoir des conseillers administratifs ou de participer aux recensements et aux élections. Le village répond également à une chefferie traditionnelle tenues par un chef de village et un chef coutumier unique qui assure le respect et l'adoration des lieux sacrés. Les chefferies sont transmises de manière patrilinéaire au sein des familles Sanou et passe à l'homme le plus âgé dans la grande famille paternelle de l'ancien chef à sa mort ; la généalogie des chefs est Togoro, Néné, Sié Fako, Yabasié, Koutousséni, Botié, Botié Sié, Dakatié, Gnikonsié et Bangosié Sanou.

## Économie
L'économie de la commune repose sur l'agriculture de subsistance (mil, maïs, haricot, arachides) ainsi que sur la culture de rente du coton et un peu de sésame. Fofara possède une association de culture, un groupement de producteurs de coton (GPC) et une association de femmes. L'élevage (bœufs, chèvres, moutons, volailles) est aussi pratiqué.

## Santé et éducation
Le centre de soins le plus proche de Karamassasso est le centre de santé et de promotion sociale (CSPS) de Kayan ou celui de N'Dorola. Le village possède un puits à grand diamètre et un forage fonctionnel depuis 2004.
Le village ne possède pas d'école primaire, les écoliers devant aller à N'Dorola – à 4 km au sud – pour être scolarisés ; il y a cependant un centre d'alphabétisation.

## Religion
Historiquement de religion traditionnelle reposant sur le fétichisme, Karamassasso a cependant cessé de pratiquer l'adoration des grands fétiches.
L'islam sunnite est la seule religion monothéiste pratiquée à Fofara, qui ne possède cependant pas de mosquée.